# 희한한 한 쌍

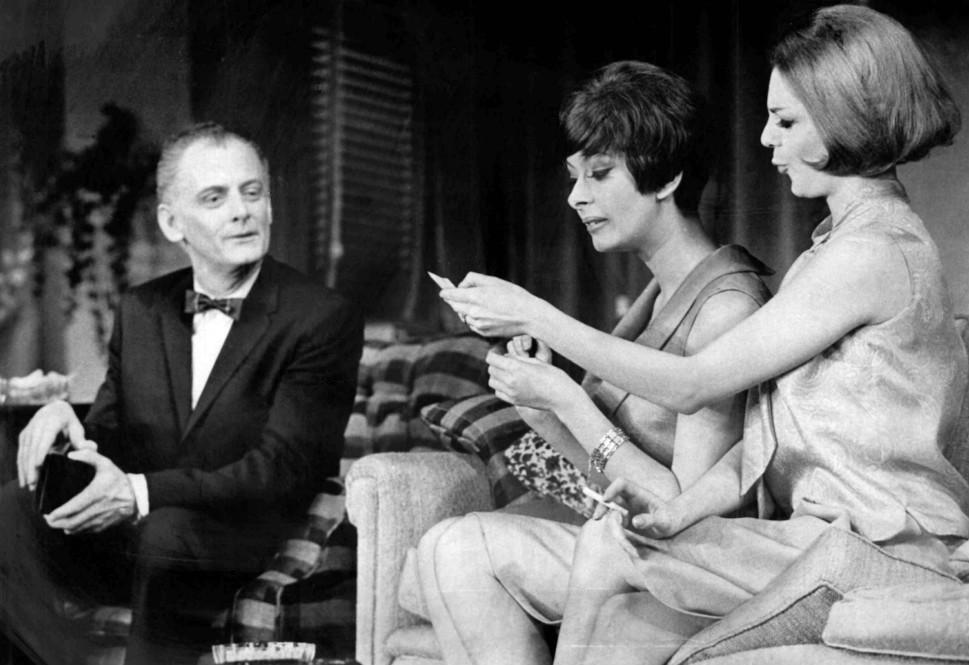

＜희한한 한 쌍＞(The Odd Couple)은 1965년 브로드웨이에서 초연된 닐 사이먼의 코미디극이다. 닐 사이먼의 최고 작품 중 하나로 알려져 있으며 수차례 리바이벌되었을 뿐 아니라 영화, 텔레비전 시리즈 등으로도 리메이크되었다. 성향이 완전히 반대인 두 남자의 위태로운 동거를 그리고 있다.

## 내용
예민하고 깔끔한 기자 펠릭스는 아내로부터 이혼 통보를 받는다. 친구 오스카 매디슨의 권유로 두 사람은 오스카의 아파트에서 동거하게 된다. 온 집 안을 어질러 놓고 제대로 된 음식조차 거부하며 친구들과 포커 게임에만 몰두하는 오스카와 그런 오스카 일행의 문제점을 일일이 지적하며 잔소리를 늘어놓는 펠릭스는 사사건건 부딪친다. 심한 싸움 끝에 결국 오스카는 펠릭스를 집에서 내보내기로 한다. 정작 헤어져야 하는 순간이 왔을 때, 오스카는 내심 아쉬워한다.
1965년 3월 10일 플리머스 극장에서 초연되었다. 1967년 7월 2일 프로덕션은 유진 오닐 극장으로 이전되었으며 964회 공연 후 막을 내렸다. 마이크 니콜스가 연출을 맡고 월터 매튜가 오스카를, 아트 카니가 펠릭스를 연기했다. 이 작품은 토니어 워즈에서 최우수 작가상과 연출상 외 총 4개 부문에서 수상하며 대중성과 작품성을 인정받았다.